# Kurt Kluge
Kurt Kluge, född 29 april 1886 i Leipzig, död 26 juli 1940, var en tysk konstnär och författare.
Kluge utbildade sig först som etsare och sedan till skulptör, blev professor vid Hochschule für bildende Künste i Berlin, utförde en rad monument och byster, och skrev Die antike Erzgestaltung und ihre technischen Grundlagen (1927). Småningom vände sig Kluge till litteraturen och skrev en rad romaner, noveller och skådespel. Hans viktigaste arbeten är romanerna der Glockengiesser Christoph Mahr (1934), Der Herr Kortüm (1938), en färgrik medeltidsskildring, och Die Zaubergeige (1940, svensk översättning 1942).